# 이노우에 히소카

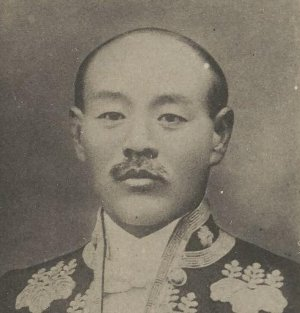

이노우에 히소카(일본어: 井上 密: 1867년 10월 28일(경응 3년 10월 2일)-1916년(대정 5년 9월 13일)는 일본의 헌법학자, 정치가다.
카즈사국(오늘날의 지바현 출신). 독일학교(독일학협회학교와는 다름), 제1고등중학교, 제국대학 법과대학 출신.
경도제국대학 법과대학 교수, 법과대학 학장(1909년), 경도법정학교 교두(教頭), 재단법인 리츠메이칸 초대 협의원을 역임했다. 제4대 경도시장으로 1913년(대정 2년) 3월 31일에서 1916년(대정 5년) 7월 19일까지 재임했다.